# Carlos Díaz (Leichtathlet)
Carlos Martín Díaz del Río (* 9. Juli 1993 in Santiago de Chile) ist ein chilenischer Leichtathlet, der im Mittel- und Langstreckenlauf an den Start geht. Er siegte zweimal bei den Südamerikaspielen und wurde zweimal Südamerikameister auf Distanzen zwischen 1500 und 10.000 Meter.

## Sportliche Laufbahn
Erste internationale Erfahrungen sammelte Carlos Díaz im Jahr 2008, als er bei den Jugendsüdamerikameisterschaften in Lima in 4:09,73 min den neunten Platz im 1500-Meter-Lauf belegte. Im Jahr darauf startete er bei den Jugendweltmeisterschaften in Brixen und schied dort mit 4:02,31 min in der ersten Runde aus. Bei den Crosslauf-Südamerikameisterschaften 2010 in Guayaquil belegte er nach 12:09 min den vierten Platz im Jugendrennen und gewann in der Teamwertung die Bronzemedaille. Anschließend siegte er in 4:12,11 min bei den Jugendsüdamerikameisterschaften in Santiago de Chile über 1500 Meter. 2011 wurde er in 3:56,90 min Siebter bei den Panamerikanischen Juniorenmeisterschaften in Miramar und gewann anschließend in 3:54,41 min die Bronzemedaille bei den Juniorensüdamerikameisterschaften in Medellín und belegte in 1:50,92 min den vierten Platz über 800 Meter. Im Jahr darauf gewann er bei den Ibero-Amerikanischen Meisterschaften in Barquisimeto in 3:48,50 min die Bronzemedaille über 1500 Meter hinter dem Brasilianer Leandro de Oliveira und Alberto Imedio aus Spanien. Anschließend belegte er in 3:44,02 min den sechsten Platz bei den Juniorenweltmeisterschaften in Barcelona und gewann dann in 3:50,01 min die Bronzemedaille bei den U23-Südamerikameisterschaften in São Paulo hinter dem Argentinier Federico Bruno und seinem Landsmann Iván López. 2014 nahm er an den Südamerikaspielen in Santiago teil und belegte dort in 3:43,22 min den vierten Platz. Anschließend gewann er bei den Ibero-Amerikanischen Meisterschaften in São Paulo in 3:44,74 min die Bronzemedaille hinter dem Venezolaner Marvin Blanco und Álvaro Rodríguez aus Spanien. Dann gewann er auch beim Panamerikanischen Sportfestival in Mexiko-Stadt in 3:49,20 min die Bronzemedaille hinter dem Venezolaner Blanco und Christopher Sandoval aus Mexiko, ehe er bei den U23-Südamerikameisterschaften in Montevideo in 3:44,52 min die Goldmedaille gewann.
2015 siegte er in 3:40,79 min bei den Südamerikameisterschaften in Lima und nahm anschließend im 5000-Meter-Lauf an den Panamerikanischen Spielen in Toronto teil und klassierte sich dort mit 13:59,66 min auf dem neunten Platz, während er in 3:42,09 min Vierter über 1500 Meter wurde. Daraufhin gelangte er bei den Weltmeisterschaften in Peking bis in das Halbfinale über 1500 Meter und schied dort mit 3:47,48 min aus. Im Jahr darauf siegte er in 3:39,20 min über 1500 Meter sowie in 7:54,31 min auch im 3000-Meter-Lauf. Ursprünglich wurde er über beide Distanzen Zweiter hinter seinem Landsmann Iván López, da dieser aber des Dopings überführt wurde, gewann Díaz nachträglich Gold. 2017 gewann er bei den Südamerikameisterschaften in Luque in 3:45,69 min die Silbermedaille hinter dem Argentinier Federico Bruno und anschließend siegte er in 3:45,58 min und 14:02,92 min bei den Juegos Bolivarianos in Santa Marta über 1500 und 5000 Meter. Im Jahr darauf nahm er erneut an den Südamerikaspielen in Cochabamba teil und siegte dort in 3:50,82 min über 1500 Meter.
2019 belegte er bei den Panamerikanischen Spielen in Lima in 3:49,33 min den zwölften Platz über 1500 Meter und gewann in 13:54,43 min die Bronzemedaille über 5000 Meter hinter dem Mexikaner Fernando Daniel Martinez und Altobeli da Silva aus Brasilien. Er ging auch im 10.000-Meter-Lauf an den Start, konnte dort aber sein Rennen nicht beenden. Bei den Halbmarathon-Weltmeisterschaften 2020 in Gdynia erreichte er nach 1:01:32 h Rang 32 und stellte damit einen neuen Landesrekord auf und 2021 gewann er bei den Südamerikameisterschaften in Guayaquil in 13:52,63 min die Silbermedaille hinter dem Brasilianer Altobeli da Silva. Im Jahr darauf gewann er bei den Ibero-Amerikanischen Meisterschaften in La Nucia in 13:51,97 min die Silbermedaille über 5000 Meter hinter dem Spanier Carlos Mayo und anschließend siegte er bei den Juegos Bolivarianos in Valledupar in 14:34,59 min über 5000 Meter und belegte im 10.000-Meter-Lauf in 30:03,46 min den vierten Platz. Im Oktober siegte er dann in 29:15,66 min bei den Südamerikaspielen in Asunción. 2023 wurde er bei den Südamerikameisterschaften in São Paulo in 28:57,18 min Südamerikameister über 10.000 Meter und kam dann bei den Weltmeisterschaften in Budapest über diese Distanz nicht ins Ziel. Im November wurde er bei den Panamerikanischen Spielen in Santiago de Chile in 29:22,54 min Vierter über 10.000 Meter. Im Jahr darauf lief er bei den Olympischen Sommerspielen in Paris nach 2:14:25 h auf dem 53. Platz im Marathonlauf ein.
In den Jahren 2018 und 2022 wurde Díaz chilenischer Meister im 1500-Meter-Lauf sowie 2022 auch über 5000 Meter.

## Persönliche Bestleistungen
- 800 Meter: 1:50,23 min, 10. Juli 2016 in Majadahonda
- 1500 Meter: 3:37,82 min, 3. Juni 2016 in Huelva (chilenischer Rekord)
  - 1500 Meter (Halle): 3:42,23 min, 7. Februar 2016 in Sabadell (chilenischer Rekord)
- 3000 Meter: 7:53,37 min, 11. Juli 2015 in Madrid
  - 3000 Meter (Halle): 7:51,30 min, 2. Februar 2022 in Valencia (chilenischer Rekord)
- 5000 Meter: 13:36,91 min, 21. Mai 2021 in New York City
- 10.000 Meter: 28:26,47 min, 13. April 2019 in Burjassot
- Halbmarathon: 1:01:32 h, 17. Oktober 2020 in Gdynia (chilenischer Rekord)
- Marathon: 2:08:04 h, 18. Februar 2024 in Sevilla (chilenischer Rekord)